# Primož Peterka
Primož Peterka (Ljubljana, 28. veljače 1979.), slovenski skijaš skakač.

## Karijera
Pobjede u Svjetskom kupu: 
| Sezona    | Datum              | Skakaonica                      | Država    |
| --------- | ------------------ | ------------------------------- | --------- |
| 1995./96. | 27. siječnja 1996. | Zakopane                        | Poljska   |
| 1995./96. | 13. ožujka 1996.   | Falun                           | Švedska   |
| 1996./97. | 8. prosinca 1996.  | Kuusamo                         | Finska    |
| 1996./97. | 15. prosinca 1996. | Harrachov                       | Češka     |
| 1996./97. | 1. siječnja 1997.  | Garmisch-Partenkirchen          | Njemačka  |
| 1996./97. | 11. siječnja 1997. | Engelberg                       | Švicarska |
| 1996./97. | 12. siječnja 1997. | Engelberg                       | Švicarska |
| 1996./97. | 9. veljače 1997.   | Tauplitz/Bad Mitterndorf (Kulm) | Austrija  |
| 1996./97. | 13. ožujka 1997.   | Falun                           | Švedska   |
| 1997./98. | 18. siječnja 1998. | Zakopane                        | Poljska   |
| 1997./98. | 8. siječnja 1998.  | Lahti                           | Finska    |
| 1997./98. | 11. ožujka 1998.   | Falun                           | Švedska   |
| 1997./98. | 15. ožujka 1998.   | Holmenkollen (Oslo)             | Norveška  |
| 2002./03. | 29. studenog 2002. | Kuusamo                         | Finska    |
| 2002./03. | 1. siječnja 2003.  | Garmisch-Partenkirchen          | Njemačka  |

Sezone 1996./97. pobijedio je na Turneji četiri skakaonice.

## Vanjske poveznice
- Primož Peterka na stranicama Međunarodne skijaške federacije